# Naufragio della MOL Comfort
Il naufragio della MOL Comfort è stato un sinistro marittimo "tipico" avvenuto tra il 17 giugno 2013 e l'11 luglio 2013.
Il 17 giugno 2013, la portacontainer si spezzò in due a circa 370 km al largo della costa della Repubblica dello Yemen. La poppa affondò il 27 giugno, mentre la prua, dopo essere stata distrutta da un incendio, l'11 luglio. L'evento venne filmato e postato sulla piattaforma web 2.0 YouTube.

## Il naufragio e la sommersione della poppa
Il 17 giugno 2013, la MOL Comfort subì una crepa al centro della barca a causa del maltempo a circa 370 km dalla costa dello Yemen e alla fine si spezzò in due dopo aver monopolizzato. La nave era in viaggio da Singapore a Gedda, una città dell'Arabia Saudita, con un carico di 4.382 container pari a 7.041 TEU. L'equipaggio di 26 membri - 11 russi, un ucraino e 14 filippini - abbandonò la nave e, successivamente, venne salvato da due zattere di salvataggio e da una scialuppa di salvataggio da altre tre navi portacontainer (le portacontainer battente bandiera della Germania Yantian Express della Hapag-Lloyd, battente bandiera di Panama Hanjin Beijing dell'ormai fallita Hanjin Shipping e Zim India della Zim, navigavano sotto bandiera britannica). Queste navi furono dirottate verso il luogo dell'incidente dall'ICG Mumbai. Dopo il cedimento strutturale, entrambe le sezioni rimasero a galla con la maggior parte del carico intatto e iniziarono a spostarsi in direzione Est-Nord-Est. La Smit Salvage Singapore fu incaricato di trainare le sezioni al sicuro.
Il 24 giugno, quattro rimorchiatori d'altura arrivarono sul sito e iniziarono a trainare la prua al sicuro. Prima che potessero iniziare le operazioni di salvataggio della poppa, il 26 giugno vennero segnalate infiltrazioni d'acqua. Il giorno seguente, la poppa affondò alle coordinate 14°26'N 66°26'E a una profondità di 4.000 metri. Successivamente fu confermato che alcuni dei 1.700 container a bordo galleggiavano vicino al sito. Sebbene non sia stata segnalata alcuna perdita di petrolio importante, si diceva che la poppa contenesse circa 1.500 tonnellate di carburante.

## Incendio e sommersione della prua
Il 2 luglio, il rimorchio della prua si liberò a causa del maltempo, ma il giorno successivo il cavo di rimorchio fu riattaccato. Il 6 luglio scoppiò un incendio nella parte posteriore della prua. Incapaci di controllare l'incendio in caso di maltempo, le navi di salvataggio chiesero aiuto alla motovedetta della Guardia Costiera indiana Samudra Prahari con attrezzature antincendio esterne. Entro il 10 luglio, la maggior parte dei 2.400 container rimasti a bordo fu distrutta dall'incendio. La prua danneggiata affondò la notte successiva alle coordinate 19°56′N 65°25′E a una profondità di 3000 metri con ciò che restava del carico e 1600 tonnellate di olio combustibile nei serbatoi. Non fu segnalata alcuna fuoriuscita a parte una sottile chiazza di petrolio sulla superficie del mare.

## Cause dell'incidente
Lo scafo della nave fu soggetto all'hogging. La causa dell'incendio della prua, invece, è ancora sconosciuta. Il 4 luglio, la Mitsui O.S.K. Lines incaricò il Lloyd's Register di supportare le indagini sulla causa dell'incidente. Per precauzione, le navi gemelle della MOL Comfort furono ritirate dalla stessa rotta e le loro strutture dello scafo saranno migliorate per aumentare la resistenza longitudinale. Inoltre, saranno implementate modifiche operative per ridurre l'hogging e il sagging sugli scafi delle navi.

## Danni
L'affondamento della MOL Comfort costò agli assicuratori tra i 300 ei 400 milioni di dollari di richieste di risarcimento. Lo scafo e i macchinari della nave furono assicurati per 66 milioni di dollari. Nel dicembre 2014, gli assicuratori (Tokio Marine & Nichido Fire Insurance Co.) erano tra le 100 compagnie, tra cui Mitsui O.S.K. Lines Ltd., che avevano avviato azioni legali contro la MHI, secondo quanto riferito sulla base del fatto che l'incidente e la conseguente perdita della nave e il carico fu causato da un difetto di progettazione del mercantile.
A partire dal 2017, la perdita di tutti i 4.293 container a bordo è il maggior numero di container persi in un singolo evento.